# Мордвиновка (Запорожская область)
Мордвиновка (укр. Мордвинівка) — село,
Мордвиновский сельский совет,
Мелитопольский район,
Запорожская область,
Украина.
Население по переписи 2001 года составляло 1004 человека. Является административным центром Мордвиновского сельского совета, в который не входят другие населённые пункты.
Село названо в честь графа Николая Семёновича Мордвинова, которому оно когда-то принадлежало. В октябре 1943 года в районе села велись особенно кровопролитные бои. Именно здесь советскими войсками была прорвана линия обороны «Вотан», выстроенная немецкими войсками на правом берегу Молочной реки.

## Географическое положение
Село Мордвиновка находится на левом берегу реки Молочная, которая через 3 км впадает в Молочный лиман,
выше по течению на расстоянии в 3,5 км расположено село Константиновка.
Река в этом месте извилистая, образует лиманы, старицы и заболоченные озёра.
Рядом проходит автомобильная дорога М-14 (E 58).

## История

### Российская империя
Во время Русско-турецкой войны 1787—1791 годов по землям нынешней Мордвиновки проходила русская армия под командованием Суворова, в память о чём одна из улиц села теперь носит его имя.
За мужество, проявленное в Русско-турецкой войне, Ламброс Кацонис был произведён в майоры и получил во владение мордвиновские земли. Кацонис был видным деятелем греческого национально-освободительного движения против турецкого ига, а в Русско-турецкую войну командовал добровольческой греческой флотилией, сражавшейся на стороне России. Кацонис, интересовавшийся войной гораздо больше, чем земледелием, продал свои земли графу Николаю Мордвинову.
В то время у брода через Молочную находилось небольшое поселение ногайцев. Несколько позже ногайцы переселились ближе к Азовскому морю, а на земли Мордвинова переселились первые семь крестьянских семей.
В 1811 году Аркадий Алексеевич Столыпин женился на Вере Николаевне Мордвиновой, дочери графа, и получил земли в приданое. В 1835—1847 годах население села значительно возросло в результате переселения крестьян из Столыпина, другого имения Аркадия Алексеевича, расположенного в Пензенской губернии.
В 1864 году, после отмены крепостного права, крестьяне Мордвиновки получили земли, но самые неплодородные, с солончаком — у реки и ближе к лиману. Лучшие земли остались господину. Недовольные таким разделом земли, в 1865 году крестьяне написали письмо царю. 80 жителей села поставили под ним крестики, а Петру Лукьянову и Макару Федосееву было поручено доставить жалобу царю. После этого земли были распределены более справедливо.
Год основания храма в Мордвиновке точно неизвестен. (По одной из версий — 1860.) Известно, что его открытие состоялось 30 сентября, в день Веры, Надежды и Любви. Стены храма сохранились до настоящего времени. Рядом с храмом была церковно-приходская школа.
В конце XIX — начале XX века в селе работали сельская управа, земская школа, лавка, булочная. За графской экономией был разбит сад с аллеей из белых и красных роз, прудом и беседкой. За селом был виноградник.

### Советский союз
В 1920 году в Мордвиновке открылась семилетняя трудовая школа, директором которой стал Ф. И. Гладилин.
В 1925 году в селе производилось подсолнечное масло, работала кузница.
В годы Великой Отечественной войны в районе Мордвиновки велись ожесточённые бои. Именно тут советские войска штурмовали оборонительную линию «Вотан», созданную немецкой армией на правом берегу реки Молочной. «История городов и сёл Украинской ССР» так описывает одно из событий тех боёв:

При освобождении Мордвиновки прославилась комсорг первого батальона 463-го стрелкового полка 118-й стрелковой дивизии 28-й армии ленинградка М. С. Батракова. Во время штурма вражеской высоты после гибели командира комсомолка, будучи дважды ранена, подняла в рукопашную атаку бойцов, в результате чего враг был отброшен. За этот подвиг М. С. Батракова была удостоена звания Героя Советского Союза.

Мордвиновка была освобождена советскими войсками 21 сентября 1943 года.. В 1943 году в селе был похоронен Герой Советского Союза И. П. Павлюченков, погибший при прорыве укреплённой линии неприятеля на реке Молочной.

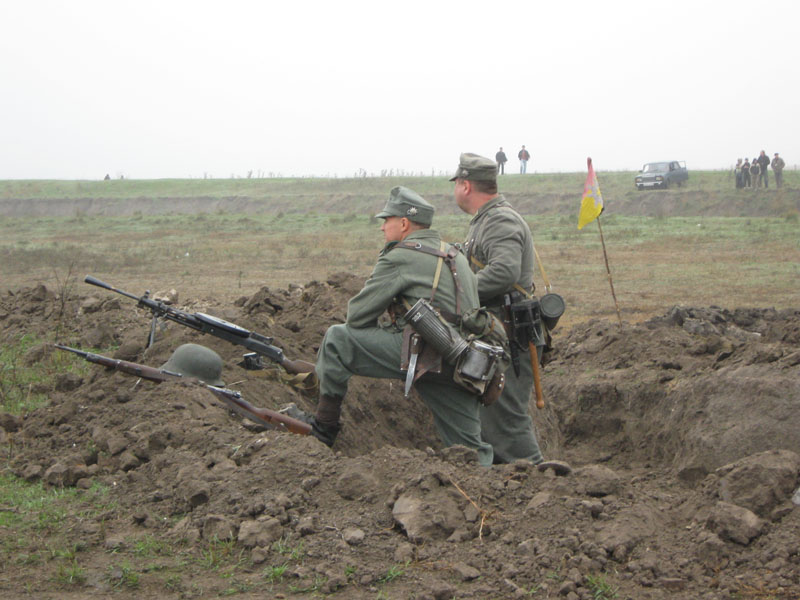
Реконструкция боёв за Мордвиновку
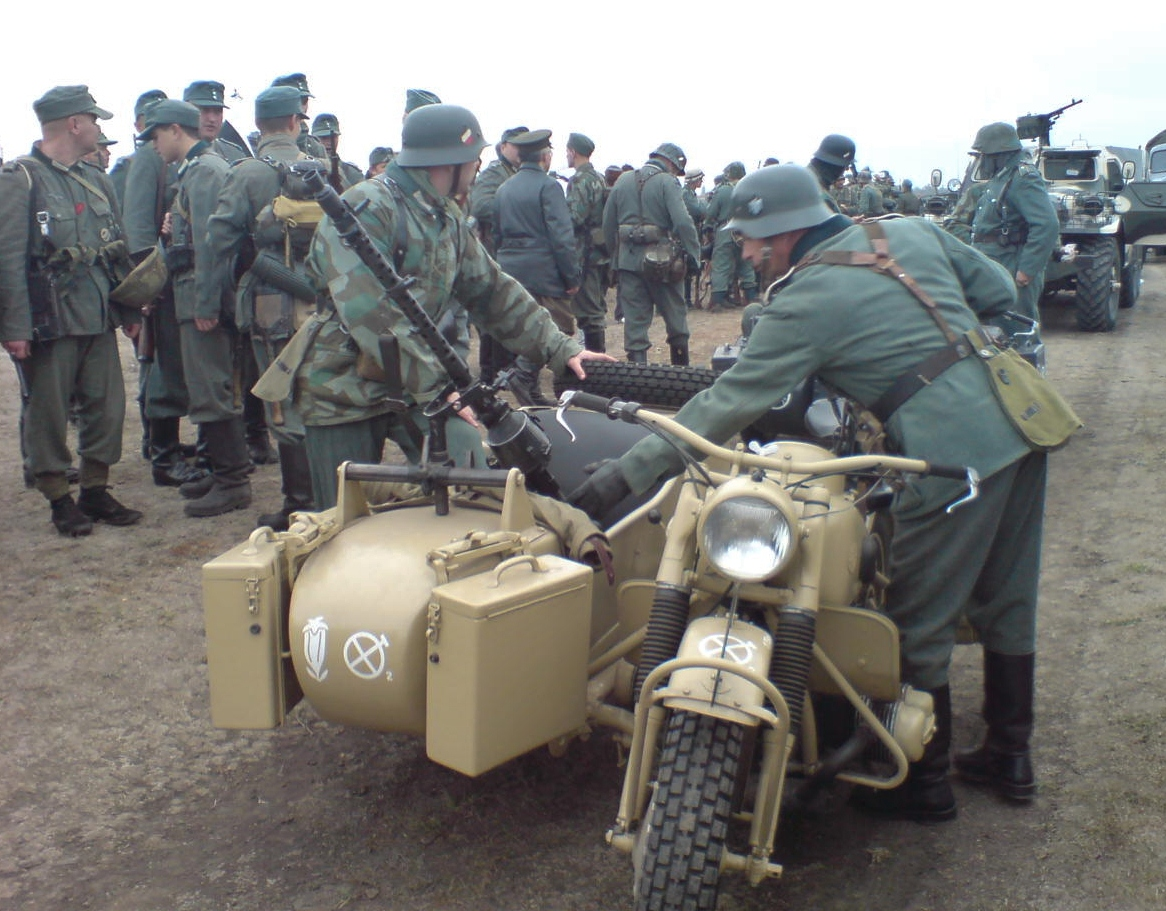
На немецких позициях
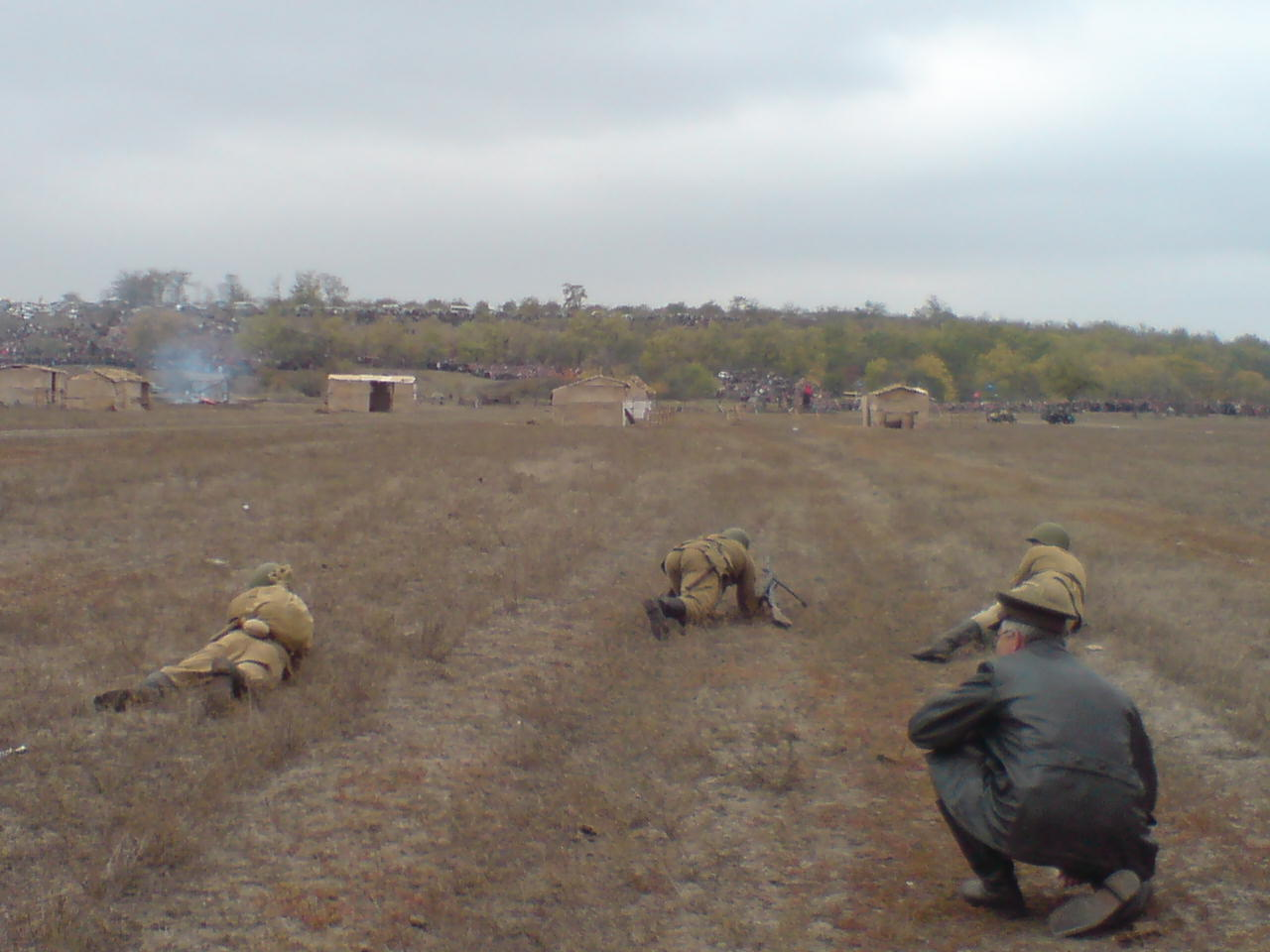
Наступление советской армии
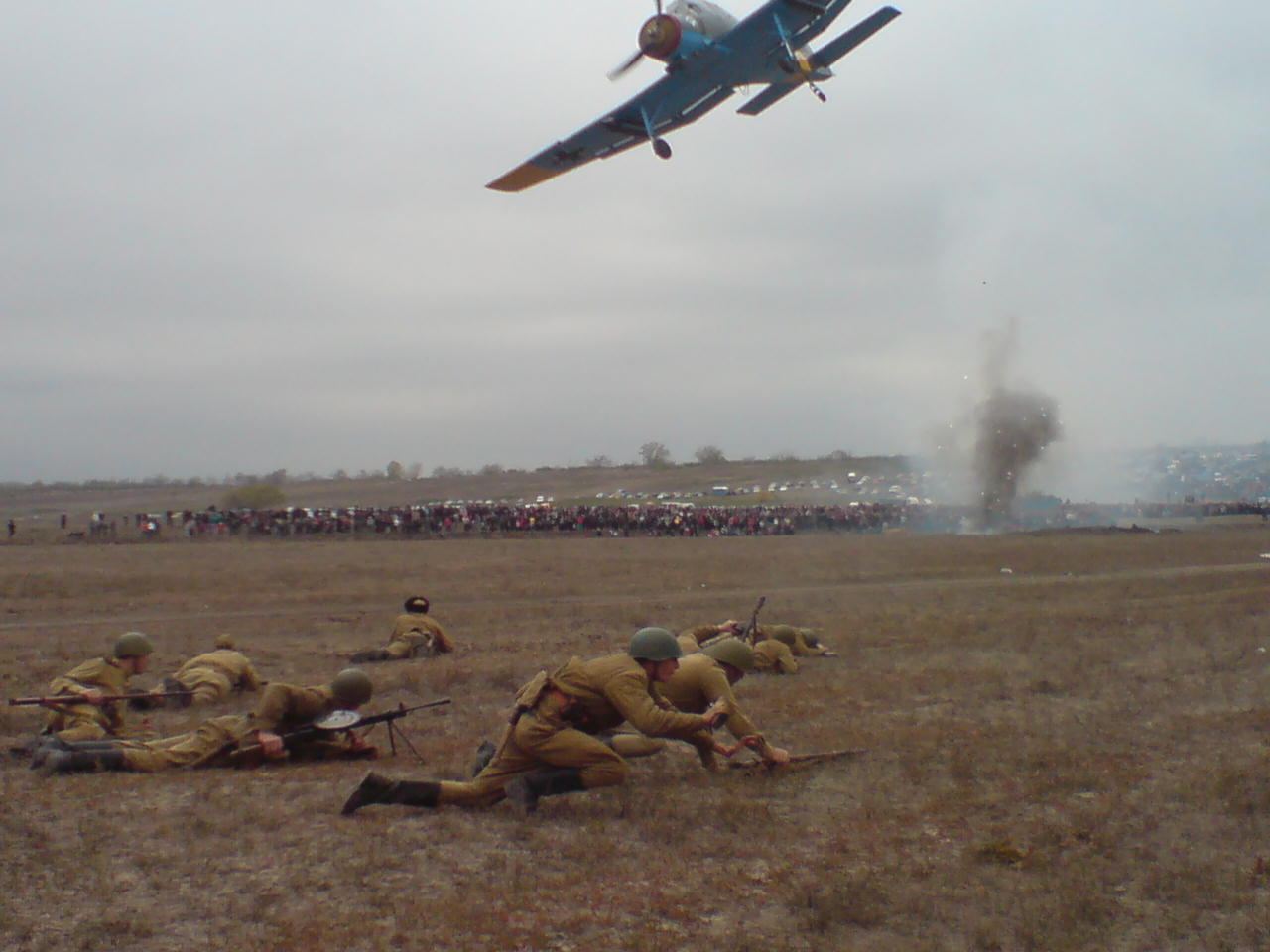
Самолёт над советским подразделением

В годы застоя в селе располагался колхоз «Идея Иллича». Мордвиновка была подчинена Константиновскому сельсовету, пока в 1987 году не был создан отдельный Мордвиновский сельсовет.

### Независимая Украина
В 2009—2010 годах был разработан проект газификации села. На 2012 год прокладка магистрального трубопровода продолжается.

## Хозяйство
В Мордвиновке расположены два сельскохозяйственных предприятия — ООО «Маяк» и СМК «Злагода». Часть жителей села работают в частном цеху по переработке рыбы.
Кроме того, многие мордвиновцы живут за счёт своих огородов и за счёт сдачи молока своих коров. Молоковозы трёх перерабатывающих предприятий (мелитопольского молокозаводома «Олком», Акимовского и Молочанского молокозаводов) курсируют по селу и скупают молоко у населения.
В 2011 ООО «Юрокейп Юкрейн» арендовала землю на территории Мордвиновского сельсовета для строительства ветряных электростанций.

## Объекты социальной сферы
- Школа. Мордвиновская общеобразовательная школа І—ІІІ ступеней расположена на ул. 50 лет Октября, 1. В школе 11 классов, 89 учеников и 28 сотрудников. Директор Апенина Ольга Николаевна. В школе работают краеведческий кружок «Память», хоровой и танцевальный кружки, кружки информатики и обработки дерева. В школе работает организация ученического самоуправления ДОМ (Детская организация мордвиновцев) во главе с собственным президентом. Силами учеников издаётся ежемесячная школьная газета.[9]
- Клуб.[2]

## Достопримечательности
- Блиндаж, в котором в сентябре — октябре 1943 года располагались командные пункты 463-го полка 118-й стрелковой дивизии и 117-го артиллерийского полка Южного фронта.[4]
- У Мордвиновки находятся два ботанических заказника. В заказнике Молочный площадью 502 га произрастают ромашка лекарственная, подорожник и другие лекарственные растения. Заказник Мордвиновский — целинный участок степи площадью 10 га.[10]
- Крепость Российской империи времен Русско-турецкой войны 1735—1739 годов на берегу Молочной реки была найдена осенью 2011 года. Земляные укрепления в форме звезды хорошо сохранились.[11]
- В центре села находятся братская могила и памятник, построенный в честь погибших воинов в 1976 году. Рядом посажен парк имени 118-й Мелитопольской стрелковой дивизии.[2]
- У села найдены остатки поселения оседлых сарматов.[4]

Мемориал на братской могиле
Другая братская могила, в поле у села
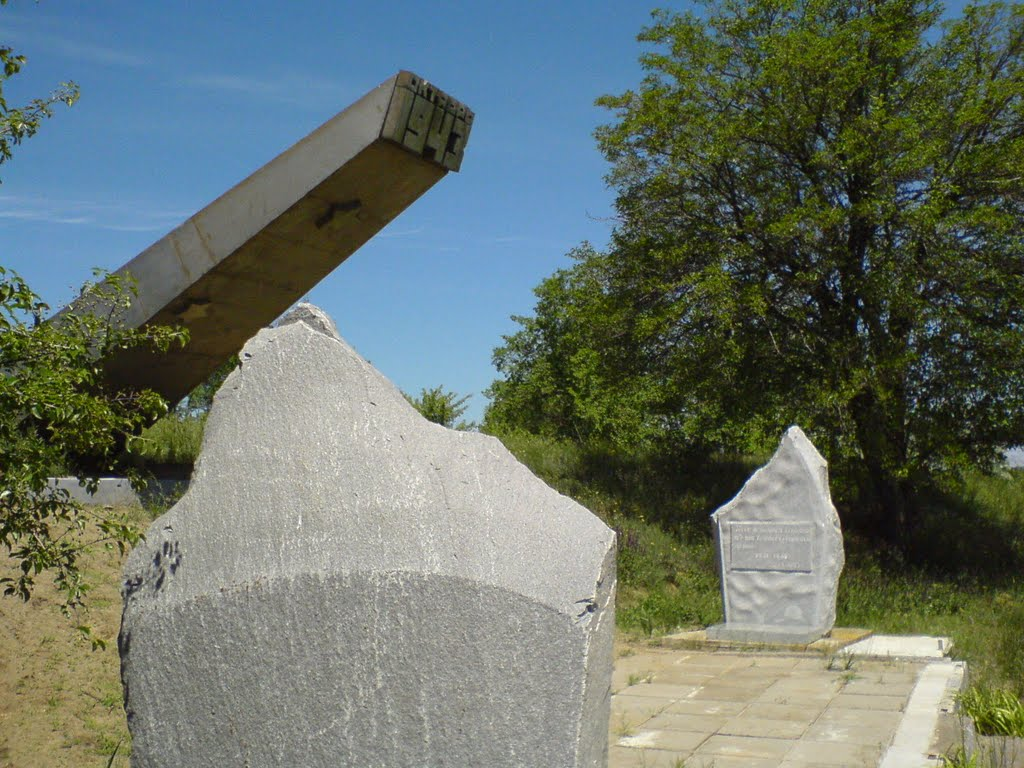
Братская могила на берегу Молочной
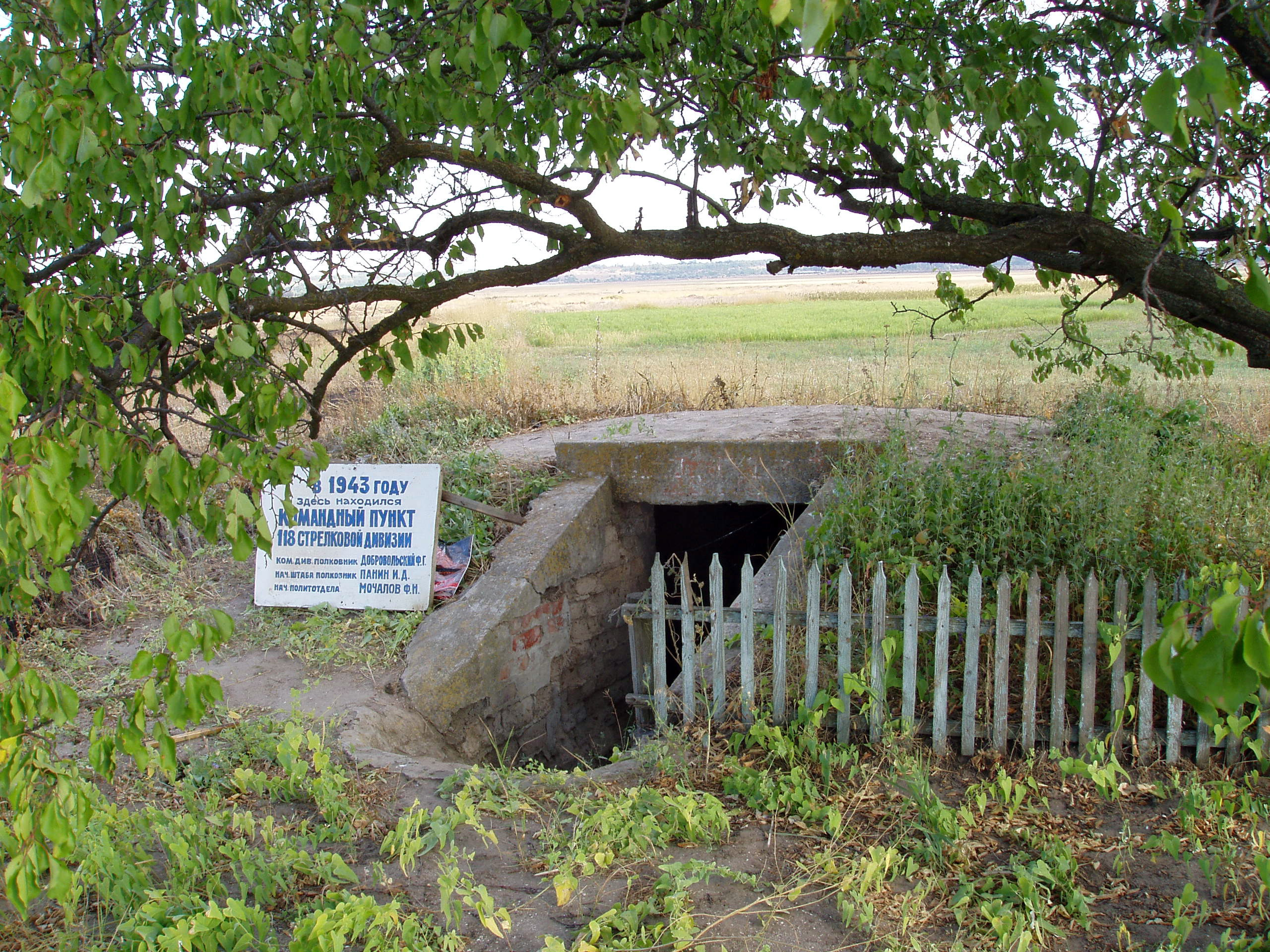
Блиндаж, где размещался КП